# Championnat du Chili de football 1969
Navigation
Saison précédente Saison suivante
La saison 1969 du Championnat du Chili de football est la trente-septième édition du championnat de première division au Chili. La compétition est divisée en deux phases. La première voit les équipes réparties en deux poules géographiques où elles s'affrontent deux fois; les cinq premiers de chaque poule démarrent la seconde phase avec un bonus de points. La seconde phase est organisée en deux poules de neuf équipes qui s'affrontent deux fois. Les trois premiers disputent la Liguilla pour le titre, les derniers de chaque poule s'affrontent en barrage de relégation. 
C'est le CF Universidad de Chile qui remporte la compétition, après avoir terminé en tête de la poule finale, avec deux points d'avance sur le CSD Rangers et quatre sur le duo Green Cross-Temuco-Unión Española. C'est le septième titre de champion du Chili de l'histoire du club.

## Les clubs participants
| - Club Deportivo Huachipato - Colo Colo - Club Deportivo O'Higgins - CF Universidad de Chile - Unión Española - Santiago Wanderers - CSD Rangers - Deportes Magallanes - Club de Deportes Antofagasta - Promu de Segunda Division | - Green Cross-Temuco - CD Santiago Morning - Audax Italiano - CD Universidad Católica - Club Deportes Concepción - CD Everton de Viña del Mar - Club Deportivo Palestino - Deportes Unión La Calera - Deportes La Serena |

## Compétition
Le barème utilisé pour établir le classement est le suivant :
- Victoire : 2 points
- Match nul : 1 point
- Défaite : 0 point

### Première phase

#### PouleMetropolitano
| Rang | Équipe                   | Pts | J  | G | N | P | Bp | Bc | Diff |
| ---- | ------------------------ | --- | -- | - | - | - | -- | -- | ---- |
| 1    | CF Universidad de Chile  | 23  | 14 | 9 | 5 | 0 | 34 | 16 | +18  |
| 2    | Unión Española           | 15  | 14 | 6 | 3 | 5 | 28 | 26 | +2   |
| 3    | Club Deportivo Palestino | 14  | 14 | 5 | 4 | 5 | 20 | 16 | +4   |
| 4    | Colo Colo                | 14  | 14 | 6 | 2 | 6 | 36 | 35 | +1   |
| 5    | Audax Italiano           | 13  | 14 | 5 | 3 | 6 | 32 | 36 | -4   |
| 6    | Universidad Católica     | 13  | 14 | 6 | 1 | 7 | 32 | 36 | -4   |
| 7    | CD Santiago Morning      | 13  | 14 | 4 | 3 | 7 | 28 | 31 | -3   |
| 8    | Deportes Magallanes      | 9   | 14 | 3 | 3 | 8 | 16 | 30 | -14  |

|  | Gain d'un bonus de points |

#### PouleProvincial
| Rang | Équipe                         | Pts | J  | G | N  | P  | Bp | Bc | Diff |
| ---- | ------------------------------ | --- | -- | - | -- | -- | -- | -- | ---- |
| 1    | CSD Rangers                    | 22  | 18 | 7 | 8  | 3  | 25 | 22 | +3   |
| 2    | Green Cross-Temuco             | 21  | 18 | 8 | 5  | 5  | 32 | 24 | +8   |
| 3    | CD Everton de Viña del Mar     | 20  | 18 | 7 | 6  | 5  | 34 | 25 | +9   |
| 4    | Club Deportivo Huachipato      | 20  | 18 | 6 | 8  | 4  | 25 | 19 | +6   |
| 5    | Unión La Calera                | 20  | 18 | 7 | 6  | 5  | 21 | 20 | +1   |
| 6    | Deportes La Serena             | 19  | 18 | 6 | 7  | 5  | 22 | 23 | -1   |
| 7    | Club Deportivo O'Higgins       | 16  | 18 | 3 | 10 | 5  | 23 | 25 | -2   |
| 8    | Santiago Wanderers T           | 16  | 18 | 4 | 8  | 6  | 24 | 27 | -3   |
| 9    | Club Deportes Concepción       | 15  | 18 | 5 | 5  | 8  | 16 | 23 | -7   |
| 10   | Club de Deportes Antofagasta P | 11  | 18 | 3 | 5  | 10 | 20 | 34 | -14  |

|  | Gain d'un bonus de points                         |
|  | T : Tenant du titre P : Promu de Segunda Division |

### Deuxième phase

#### Groupe A
| Rang | Équipe                         | Pts | J  | G  | N | P | Bp | Bc | Diff |
| ---- | ------------------------------ | --- | -- | -- | - | - | -- | -- | ---- |
| 1    | Colo Colo +2                   | 28  | 18 | 11 | 4 | 3 | 36 | 19 | +17  |
| 2    | Unión Española +4              | 24  | 18 | 8  | 4 | 6 | 29 | 26 | +3   |
| 3    | CSD Rangers +5                 | 24  | 18 | 7  | 5 | 6 | 26 | 28 | -2   |
| 4    | Audax Italiano +1              | 20  | 18 | 6  | 7 | 5 | 27 | 23 | +4   |
| 5    | CD Everton de Viña del Mar +3  | 19  | 18 | 5  | 6 | 7 | 30 | 29 | +1   |
| 6    | Deportes La Serena             | 17  | 18 | 6  | 5 | 7 | 24 | 25 | -1   |
| 7    | Club Deportivo O'Higgins       | 17  | 18 | 7  | 3 | 8 | 21 | 29 | -8   |
| 8    | Club de Deportes Antofagasta P | 16  | 18 | 5  | 6 | 7 | 19 | 27 | -8   |
| 9    | Deportes Magallanes            | 15  | 18 | 5  | 5 | 8 | 27 | 34 | -7   |

|  | Qualification pour la Liguilla         |
|  | Participation au barrage de relégation |
|  | P : Promu de Segunda Division          |

#### Groupe B
| Rang | Équipe                       | Pts | J  | G  | N  | P  | Bp | Bc | Diff |
| ---- | ---------------------------- | --- | -- | -- | -- | -- | -- | -- | ---- |
| 1    | Santiago Wanderers T         | 28  | 18 | 11 | 6  | 1  | 37 | 18 | +19  |
| 2    | CF Universidad de Chile +5   | 25  | 18 | 9  | 2  | 7  | 29 | 23 | +6   |
| 3    | Green Cross-Temuco +4        | 21  | 18 | 5  | 7  | 6  | 25 | 21 | +4   |
| 4    | Club Deportivo Huachipato +2 | 21  | 18 | 4  | 11 | 3  | 19 | 19 | 0    |
| 5    | CD Universidad Católica      | 19  | 18 | 7  | 5  | 6  | 32 | 30 | +2   |
| 6    | Club Deportivo Palestino +3  | 18  | 18 | 4  | 7  | 7  | 23 | 25 | -2   |
| 7    | Club Deportes Concepción     | 15  | 18 | 5  | 5  | 8  | 20 | 21 | -1   |
| 8    | Unión La Calera +1           | 15  | 18 | 4  | 6  | 8  | 21 | 32 | -11  |
| 9    | CD Santiago Morning          | 12  | 18 | 5  | 2  | 11 | 20 | 36 | -16  |

|  | Qualification pour la Liguilla         |
|  | Participation au barrage de relégation |
|  | T : Tenant du titre                    |

#### Liguilla
| Rang | Équipe                  | Pts | J | G | N | P | Bp | Bc | Diff |
| ---- | ----------------------- | --- | - | - | - | - | -- | -- | ---- |
| 1    | CF Universidad de Chile | 9   | 5 | 4 | 1 | 0 | 10 | 4  | +6   |
| 2    | CSD Rangers             | 7   | 5 | 3 | 1 | 1 | 10 | 8  | +2   |
| 3    | Green Cross-Temuco      | 5   | 5 | 2 | 1 | 2 | 6  | 4  | +2   |
| 4    | Unión Española          | 5   | 5 | 2 | 1 | 2 | 10 | 11 | -1   |
| 5    | Colo Colo               | 4   | 5 | 1 | 2 | 2 | 8  | 10 | -2   |
| 6    | Santiago Wanderers T    | 0   | 5 | 0 | 0 | 5 | 5  | 12 | -7   |

|  | Qualification pour la Copa Libertadores 1970 |
|  | T : Tenant du titre                          |

#### Barrage de relégation
| Équipe 1            | Résultat | Équipe 2            | Aller | Retour |
| ------------------- | -------- | ------------------- | ----- | ------ |
| Deportes Magallanes | 6 - 2    | CD Santiago Morning | 4 - 1 | 2 - 1  |

## Bilan de la saison
| Championnat du Chili de football 1969 |                                    |
| Champion                              | CF Universidad de Chile (7e titre) |
| Qualifications continentales          |                                    |
| Copa Libertadores 1970                | CF Universidad de Chile            |
| Copa Libertadores 1970                | CSD Rangers                        |
| Promotions et relégations             |                                    |
| Promus en Primera División            | Club de Deportes Lota Schwager     |
| Relégués en Segunda División          | CD Santiago Morning                |